# قسمت حقیقی

نمایش یک عدد مختلط در صفحهٔ مختلط، قسمت حقیقی عدد برابر است با.

در ریاضیات، قسمت حقیقی یا بخش حقیقی یا مؤلفهٔ حقیقی (به انگلیسی: Real Part)، برای یک عدد مختلط، مؤلفهٔ نخست در زوج مرتب نشان‌دهندهٔ آن عدد مختلط است. برای مثال، برای عدد مختلط {\displaystyle z=(x,y)} یا به بیان دیگر {\displaystyle z=x+iy} (که {\displaystyle x} و {\displaystyle y} اعداد حقیقی هستند)، قسمت حقیقی عدد {\displaystyle z} برابر است با {\displaystyle x}. در مقابل، قسمت موهومی، مؤلفهٔ دوم در زوج مرتب نشان‌دهندهٔ عدد مختلط است؛ بنابراین برای عدد مختلط {\displaystyle z=(x,y)}، قسمت موهومی برابر است با {\displaystyle y}.
قسمت حقیقی عدد مختلط {\displaystyle z}، با Re{z} نشان داده می‌شود.